# 畹町镇
畹町镇，是中华人民共和国云南省德宏傣族景颇族自治州瑞丽市下辖的一个镇，位于瑞丽市东部，南与缅甸棒赛（九谷）为邻。1938年滇缅公路通车，从畹町进入缅甸，畹町随中缅贸易的发展而兴起，1945年建镇，1952年升格为县级镇，1985年设县级畹町市。20世纪90年代，在320国道改道、瑞丽口岸兴起、中缅边贸下滑等多重因素影响下，畹町逐渐衰落。1999年畹町市并入瑞丽市，改设瑞丽市畹町经济开发区。2005年原畹町市下辖的城关镇、混板乡与芒棒乡合并成立新的畹町镇，隶属于畹町经济开发区。如今畹町在正式行政区划上为畹町镇，实际行政管理则分为畹町经济开发区、畹町镇与畹町农场三部分。

## 名称
“畹町”是少数民族语言地名，一般认为由傣语“太阳当顶”（IPA：/van55 teŋ33/）音译而来，“畹”（ᥝᥢᥰ）为“太阳”，“町”（ᥖᥥᥒ）为“当顶/正中”。由来说法有三：一说为缅王阿奴律陀前往大理国取佛牙，归程途径畹町，时值正午，于是在此吃晌午饭；二说为一高僧率弟子云游至此，日当正午，弟子问此为何地，高僧以禅杖垂直于地而无影印，遂言“此乃太阳当顶的地方”；三说为古时交通不便，人们从勐卯或遮放早起步行，抵达畹町时刚好正午，故得名。还有观点认为“畹町”是德昂语地名，“畹”为计田亩的单位，“町”指边界。
畹町傣语旧称勐回（IPA：/məŋ55 hoi31/），意为“山洼的地方”。
明清时期，汉文献将“畹町”记作碗滇、宛顶、碗顶、椀顶、万定等。

## 历史

### 明清时期
明朝时期，今畹町辖境西部属陇川宣抚司，东部属遮放副宣抚司，万历二十一年（1593年）巡抚陈用宾设云南八关，畹町是汉龙关的屯区，称宛顶屯。清朝分陇川地设猛卯安抚司，今畹町辖境西部改属猛卯。清朝时，畹町已是中缅交通的重要通道，清缅战争中总督明瑞曾从此率军出境攻打缅甸。

### 中华民国时期

#### 滇缅公路
芒市土司方克明、遮放土司多建勋常至缅甸拜佛，见到缅甸境内的公路与汽车，遂萌发在家乡修筑公路、引进汽车的想法，于1928年12月修通畹町至遮放的公路，1931年畹町至芒市全线基本修通。抗日战争时期，为打破日本对中国的交通封锁，1937年11月2日蒋介石电令云南省主席龙云修筑大理至缅甸滚弄的滇缅公路，3日龙云复电称芒市至畹町已有公路，交通部研究后决定滇缅公路改由畹町出境连接缅甸腊戌。腾冲、龙陵、潞西、梁河、陇川、盈江、莲山、瑞丽两县六设治局出工上万人，对芒市至畹町的道路进行拓宽、改直，1938年8月31日滇缅公路全线通车。1939至1941年间，共有369,161吨的物资自滇缅公路输入中国，其中油类居首，占三分之一。因畹町地域狭小，遂将遮放作为中缅之间公路运输的转接点。
畹町镇的兴起直接得益于滇缅公路的通车，此前畹町是仅有四间草房的小村落，商业上只有一家人卖茶水。1932年，潞西设治局设置畹町镇，由遮放土司代管，实际有名无实，1936年潞西设治局的行政区划中已无“畹町镇”建置，畹町改为遮放镇下辖的村寨。滇缅公路通车后，畹町人口骤然增多，到1942年时已激增至一万人，但因气候限制、卫生条件较差，定居者不多，居民主要是行商、旅馆饭店从业者及政府机关人员等。1939年5月15日，云南省警务处认为畹町是“本省西防门户，实亦国防关隘，形势极为重要”，特设畹町警察局，直属于省警务处，警察局为畹町唯一的行政机关。

#### 二战前后

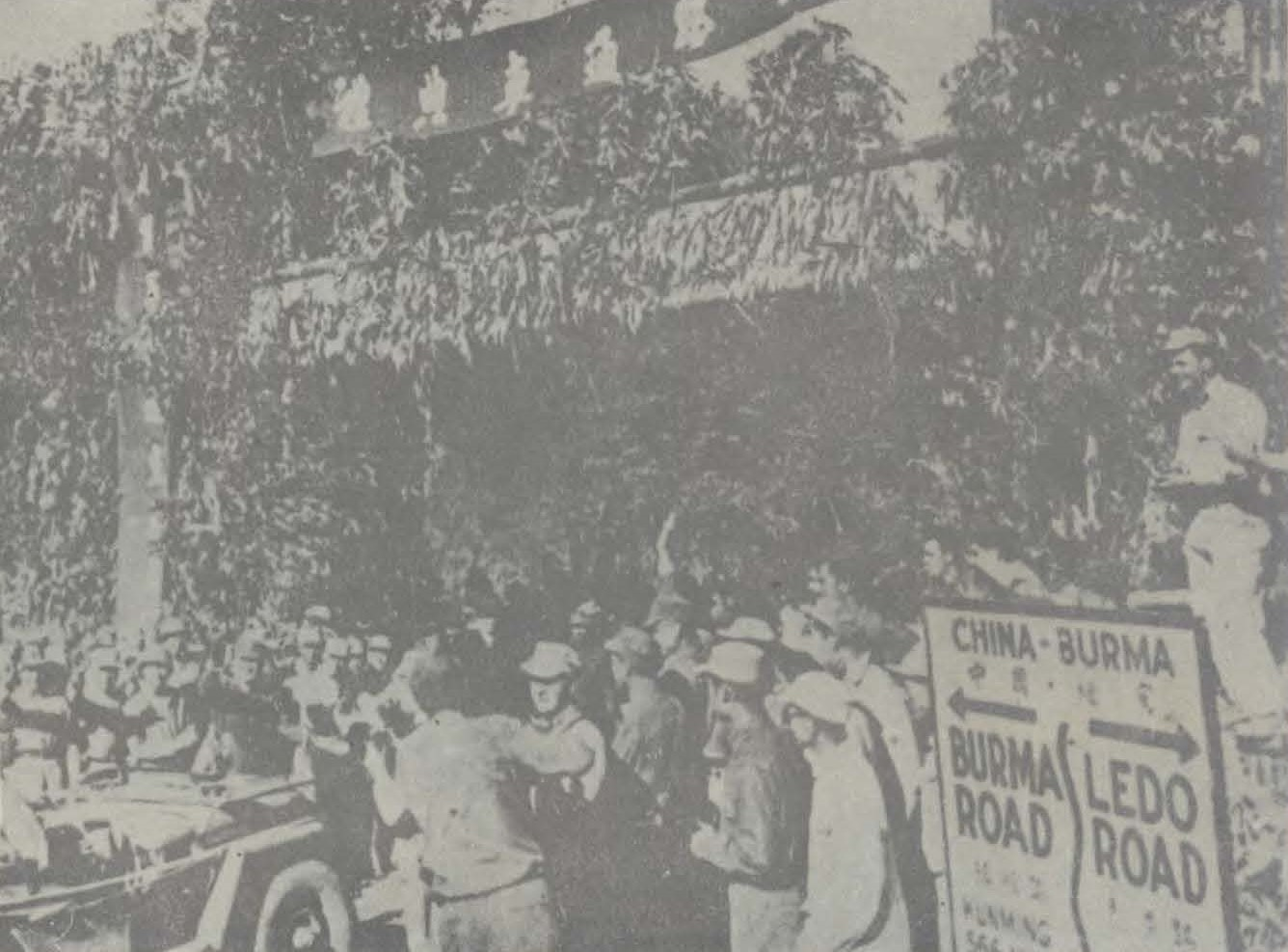
1945年1月28日，中印公路通车典礼在畹町举行

1942年3月8日，日军占领仰光，迅速北上，中国远征军从畹町进入缅甸，与英军共同抵抗日本，却节节败退。4月下旬，大量缅甸华侨涌入畹町，商人与驻扎畹町的机关单位纷纷撤退，加上昆明赶来抢运物资的车辆，挤得水泄不通，情况混乱。4月27日，国民政府派交通部长俞飞鹏抵达畹町主持大局。5月2日，所有机关撤离完毕，宪兵将未及运走的物资和军需仓库放火烧毁。5月3日，日军以装甲兵200人为先导，沿滇缅公路开入畹町，随后攻占怒江以西诸地。
1944年滇西大反攻开始，中国远征军于11月20日收复芒市，12月1日收复遮放，随后计划利用畹町地形，在畹町包围、歼灭日军。1945年1月12日，远征军攻克畹町以北的险要据点黑山门，1月15日驻印军攻克南坎，日军腹背受敌，突围南逃。1月19日，第二军九师光复畹町。1月21日，中国远征军第二军、第六军、第五十三军在畹町会师，中国陆军总司令何应钦、远征军司令卫立煌抵达畹町，在畹町桥头举行升国旗仪式，宣告滇西国土全部光复。1月27日，远征军与驻印军在畹町西南的芒友会师。1月28日，中印公路（史迪威公路）全线打通，国民政府行政院长宋子文抵达畹町，主持中印公路通车典礼。
1945年初，滇缅公路第四区局负责人刘汝浩与畹町士绅欧阳科林（时任远征军运输大队长，中校军衔）会商，成立畹町镇，由刘汝浩任镇长，后口头报告遮放土司追认。1947年潞西设治局长方克胜将畹町镇合并进入青龙镇（即遮放镇），由遮放土司委任一名属官担任镇长，在畹町设副镇长，但畹町不久后又独立为镇。

### 中华人民共和国时期

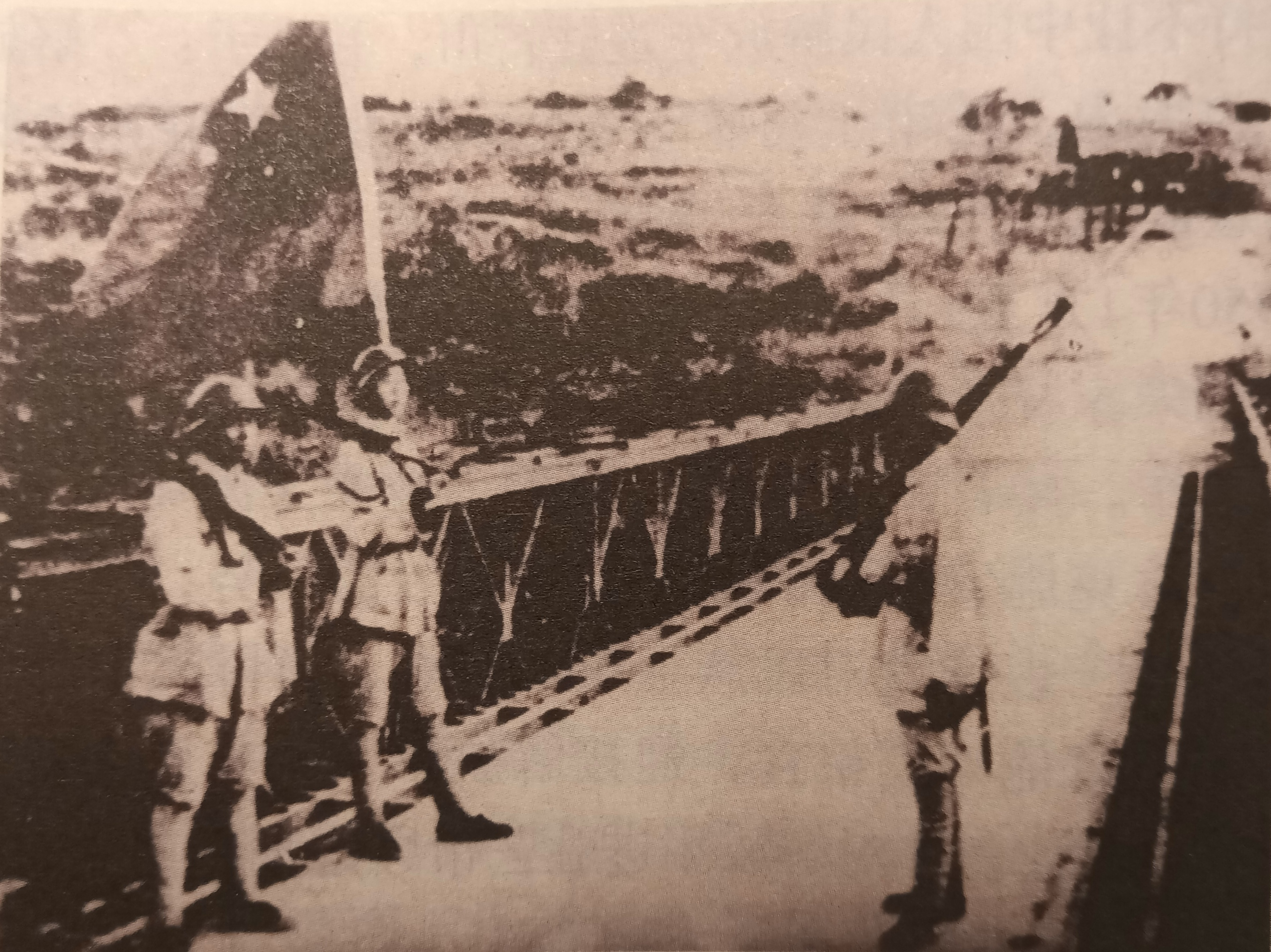
中华人民共和国国旗插在畹町桥头

1968年的畹町卫星图

#### 政权更替
1949年12月卢汉云南起义后，畹町镇长朱宗儆选择留在畹町。1950年4月29日，中国人民解放军第十四军四十一师一二一团五营二连进驻畹町，将中华人民共和国国旗插在畹町桥头，标志畹町“和平解放”，随后设置“潞西县遮放区畹町办事处”，辖区面积0.7平方千米，总人口1,062人。11月，畹町办事处组织民众协商选举，前镇长朱宗儆继续担任畹町镇（区级）镇长。1951年5月10日，经中共保山地委批准，正式从遮放土司辖区划出，直属于潞西县，设“潞西县人民政府畹町办事处”。

#### 县级建制
1952年12月6日，经中央人民政府政务院批准，畹町从潞西县划出，升格为县级镇，直属于保山专员公署领导。1954年2月，正式成立畹町镇人民政府。1955年1月，划归德宏傣族景颇族自治区管辖。1956年4月召开畹町镇第一届人民代表大会第一次会议，选举产生畹町镇第一届人民委员会。为便于管理和扩大畹町辖区，1958年和1964年，德宏州人民委员会先后批准将瑞丽县姐勒区混板乡、潞西县遮放区新民乡幸党、回龙、广董、南怕冷及戛中乡下辖的芒另、芒棒、回环等村寨划归畹町。
“文化大革命”时期，1967年3月27日成立畹町镇军事管制委员会，1968年12月15日改为畹町镇革命委员会。1980年9月召开畹町镇第八届人民代表大会第一次会议，撤销畹町革委会，成立畹町镇人民政府。1985年1月31日，国务院批复撤销畹町镇，设立县级畹町市。畹町市首任市长为原镇长依旺，第二任市长孟必光。
1988年缅甸对外开放后，畹町成为中缅边贸的最前沿，享受到缅甸改革开放的红利，迅速成为中国大陆地区第一个人均收入过万元的县级市，1992年达到鼎盛，成为“全国首批33个小康县”之一，名列第三。1992年6月，国务院批准畹町为沿边开放城市，9月又批准设立畹町边境经济合作区。然而好景不长，1995年，由滇缅公路发展而来的320国道改线，终点由畹町改至姐告，不再从畹町城区经过，而是从北部山区直通瑞丽，加之瑞丽坝子开阔，交通条件胜于畹町，自此外贸人流、物流、资金逐渐由畹町转向瑞丽。1996年4月，国务院出台《关于边境贸易有关问题的通知》，对边境贸易进出口商品实行贸易管制并取消进口商品免税优惠政策，进一步打击了畹町边贸，畹町顿时从繁荣兴旺跌入冷清落寞。

#### 畹町经济开发区
1999年1月1日，国务院下发《关于畹町市行政区划调整的批复》，批准撤销畹町市，将其行政区域并入瑞丽市；2月8日，中共云南省委宣布成立“瑞丽市畹町经济开发区”，设置副县级的开发区工委与管委会，作为中共瑞丽市委、市政府的派出机构，管理原畹町市行政区域，实行“政经合一”管理体制，行使县级经济管理权限和行政职能。2007年，中共德宏州委、州政府又将畹町开发区工委、管委的正职高配为正县处级。
2013年10月，为建设瑞丽国家重点开发开放试验区，中共德宏州委、州政府决定进行“瑞畹姐同城化”改革，畹町开发区的人员、财务由瑞丽市直接管理，开发区下辖的畹町镇、畹町农场直属于瑞丽市委、市政府领导，标志畹町正式并入瑞丽。2016年，为振兴畹町经济，瑞丽市重新赋予畹町开发区对辖境内各机关单位以及畹町镇、畹町农场人、财、物的管理权限。

## 地理

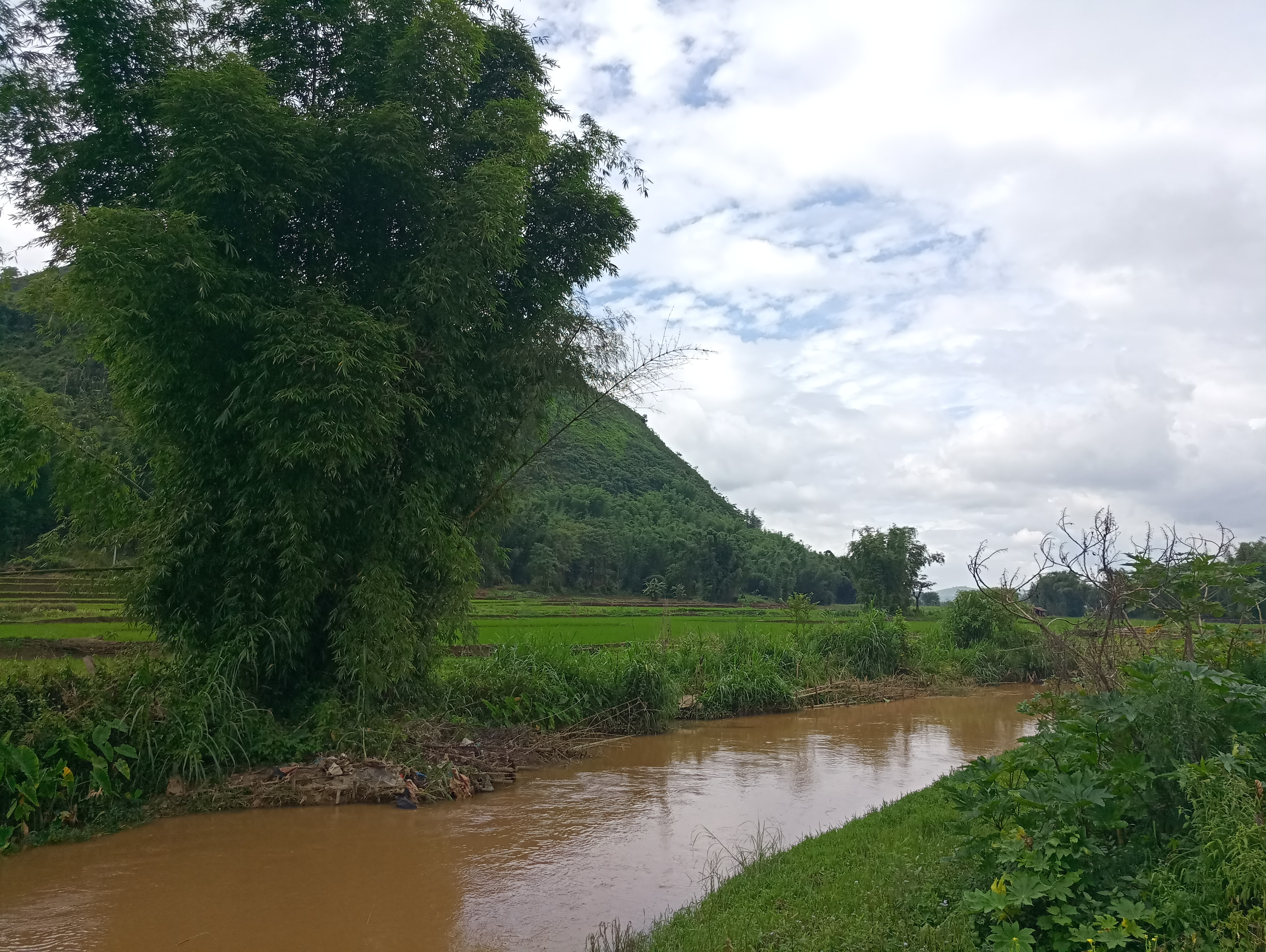
畹町河，左侧是缅甸

畹町位于德宏傣族景颇族自治州南部、瑞丽市东部，地处东经97°58′—98°10′，北纬24°02′—24°08′，西与勐卯镇隔瑞丽江相望，东北与芒市遮放镇接壤，南与缅甸掸邦木姐县棒赛分镇区为邻，有国界线28.656千米。畹町城区距离瑞丽市区23千米，距离州府芒市82千米。畹町全区东西最长处20.2千米，南北最宽处6.75千米，总面积103平方千米，其中畹町镇土地面积97.6平方千米，畹町农场土地面积2.87平方千米。
畹町地势东北高，西南低，坝区面积14.2平方千米，山区面积88.8平方千米。辖境北部为瑞丽江，中部为回龙山、峦帕秀山、黑山门山、峦盖桃山组成的畹町山脉，南部为侵蚀谷槽，畹町河沿山脉南坡脚自东向西流入瑞丽江。最高点回龙山海拔1,675米，最低点畹町河与瑞丽江交汇处778米，城区海拔830米。畹町河是境内主要河流，为农田灌溉和城市饮用水主要水源。
畹町属南亚热带山区湿润季风气候，干湿分明，雨热同期，年均气温19.68℃，极端最高温35.1℃（1980年5月23日），极端最低温1.3℃（1983年1月5日），年均降水量1,522.5毫米，平均雨季为5月17日至11月3日。
畹町森林覆盖率70%，植被属滇西南河谷山地半常绿季雨林区，代表树种有高山榕、麻栎等。境内野生动物包括国家一级保护动物绿孔雀，二级保护动物穿山甲、眼镜蛇、蟒蛇、猕猴等。畹町矿产资源匮乏，仅北部山区开采少量石灰岩。
| 云南省德宏傣族景颇族自治州畹町镇（1957~1983） | 云南省德宏傣族景颇族自治州畹町镇（1957~1983） | 云南省德宏傣族景颇族自治州畹町镇（1957~1983） | 云南省德宏傣族景颇族自治州畹町镇（1957~1983） | 云南省德宏傣族景颇族自治州畹町镇（1957~1983） | 云南省德宏傣族景颇族自治州畹町镇（1957~1983） | 云南省德宏傣族景颇族自治州畹町镇（1957~1983） | 云南省德宏傣族景颇族自治州畹町镇（1957~1983） | 云南省德宏傣族景颇族自治州畹町镇（1957~1983） | 云南省德宏傣族景颇族自治州畹町镇（1957~1983） | 云南省德宏傣族景颇族自治州畹町镇（1957~1983） | 云南省德宏傣族景颇族自治州畹町镇（1957~1983） | 云南省德宏傣族景颇族自治州畹町镇（1957~1983） | 云南省德宏傣族景颇族自治州畹町镇（1957~1983） |
| 月份                                          | 1月                                           | 2月                                           | 3月                                           | 4月                                           | 5月                                           | 6月                                           | 7月                                           | 8月                                           | 9月                                           | 10月                                          | 11月                                          | 12月                                          | 全年                                          |
| --------------------------------------------- | --------------------------------------------- | --------------------------------------------- | --------------------------------------------- | --------------------------------------------- | --------------------------------------------- | --------------------------------------------- | --------------------------------------------- | --------------------------------------------- | --------------------------------------------- | --------------------------------------------- | --------------------------------------------- | --------------------------------------------- | --------------------------------------------- |
| 平均高温 °C（°F）                             | 22.1 (71.8)                                   | 24.5 (76.1)                                   | 28.2 (82.8)                                   | 30.3 (86.5)                                   | 30.0 (86.0)                                   | 28.6 (83.5)                                   | 27.7 (81.9)                                   | 28.1 (82.6)                                   | 29.0 (84.2)                                   | 27.3 (81.1)                                   | 24.8 (76.6)                                   | 22.4 (72.3)                                   | 26.9 (80.5)                                   |
| 日均气温 °C（°F）                             | 12.8 (55.0)                                   | 14.9 (58.8)                                   | 18.5 (65.3)                                   | 21.6 (70.9)                                   | 23.3 (73.9)                                   | 23.6 (74.5)                                   | 23.5 (74.3)                                   | 23.4 (74.1)                                   | 23.2 (73.8)                                   | 20.9 (69.6)                                   | 16.9 (62.4)                                   | 13.5 (56.3)                                   | 19.7 (67.4)                                   |
| 平均低温 °C（°F）                             | 6.1 (43.0)                                    | 7.9 (46.2)                                    | 12.7 (54.9)                                   | 14.8 (58.6)                                   | 18.5 (65.3)                                   | 20.8 (69.4)                                   | 21.0 (69.8)                                   | 20.9 (69.6)                                   | 20.0 (68.0)                                   | 17.0 (62.6)                                   | 12.1 (53.8)                                   | 7.7 (45.9)                                    | 15.0 (58.9)                                   |
| 平均降水量 mm（）                             | 18.2 (0.72)                                   | 22.1 (0.87)                                   | 20.8 (0.82)                                   | 61.8 (2.43)                                   | 128.5 (5.06)                                  | 321.4 (12.65)                                 | 336.0 (13.23)                                 | 287.0 (11.30)                                 | 112.2 (4.42)                                  | 135.8 (5.35)                                  | 57.9 (2.28)                                   | 20.8 (0.82)                                   | 1,522.5 (59.95)                               |
| 平均相對濕度（％）                            | 70                                            | 71                                            | 61                                            | 64                                            | 74                                            | 87                                            | 80                                            | 90                                            | 86                                            | 86                                            | 85                                            | 84                                            | 78                                            |
| 月均日照時數                                  | 214.5                                         | 235.3                                         | 266.0                                         | 235.9                                         | 220.8                                         | 154.7                                         | 128.2                                         | 150.9                                         | 177.9                                         | 179.3                                         | 186.8                                         | 193.1                                         | 2,343.4                                       |
| 可照百分比                                    | 64                                            | 74                                            | 81                                            | 62                                            | 54                                            | 38                                            | 31                                            | 38                                            | 48                                            | 50                                            | 57                                            | 59                                            | 55                                            |
| 来源：《畹町市志》                            |                                               |                                               |                                               |                                               |                                               |                                               |                                               |                                               |                                               |                                               |                                               |                                               |                                               |

## 政治

### 行政管理
| 机构     | · 中国共产党 · 畹町经济开发区 · 工作委员会书记 | 畹町经济开发区 管理委员会 主任 | · 中国共产党 · 畹町镇委员会 · 书记 | 畹町镇人民政府 镇长 |
| -------- | ---------------------------------------------- | ------------------------------ | ---------------------------------- | ------------------- |
| 姓名     | 尹忠德                                         | 杨顺昌                         | 兰天水                             | 翁定                |
| 民族     | 阿昌族                                         | 汉族                           | 汉族                               | 傣族                |
| 籍贯     | 云南陇川                                       | 云南芒市                       |                                    |                     |
| 出生日期 | 1974年3月（51歲）                              | 1976年4月（49歲）              |                                    |                     |
| 就任日期 | 2018年5月                                      | 2018年11月                     | 2015年8月                          | 2016年6月           |

畹町经济开发区工管委是中共瑞丽市委、市政府的派出机构，接收原畹町市政府部门，管理原畹町市行政区域，实行“政经合一”管理体制，行使县级经济管理权限和行政职能。中共畹町经济开发区工委书记、畹町经济开发区管委主任均为正县处级职务，其中工委书记由中共瑞丽市委常委担任。2013年“瑞畹姐”同城化改革后，畹町经济开发区仅保留工管委办公室、经济社会计划发展办公室、招商引资和对外经济合作办公室（加挂口岸办牌子）三个工作机构，其余工作部门改为瑞丽市局派驻畹町的分支机构，各单位的人员、财务均由瑞丽市直接管理。2016年，瑞丽市重新赋予畹町开发区对辖境内各机关单位的管理权限。
畹町经济开发区管辖畹町镇与畹町农场。畹町镇由原畹町市下辖的城关镇、混板乡、芒棒乡合并而来，拥有中共党委、政府及人民代表大会，无政协组织。畹町农场划归地方前为县级建制，拥有中共党工委和管委会，划归畹町开发区后降为正科级单位，其工管委成为畹町开发区工管委的派出机构。2013年“瑞畹姐”同城化改革，畹町镇直属于瑞丽市，畹町农场工管委改为中共瑞丽市委、市政府的派出机构。2016年，瑞丽市重新赋予畹町开发区对畹町镇和畹町农场的管理权限。
畹町经济开发区与畹町镇的辖区范围几乎相同，二者在具体管辖领域有所分工：开发区主要负责管理对外贸易、招商引资、固定资产投资、工业、市场监管、城乡建设、交通等；畹町镇主要负责管理农业、农村基础设施、社会保障、民政、教育、医疗卫生、民族宗教事务等。

### 区划
| 畹町下辖地区示意图 |
| ------------------ |
|                    |

20世纪50年代初，畹町镇辖区仅有城镇，下设一个街道办事处，1969年“文化大革命”中改为前哨人民公社，1977年更名城关人民公社，1980年改称城关街道办事处，1988年又改城关办事处，后改称城关镇。1958年从瑞丽县划入混板乡，1964年从潞西县划入九个村寨组成曼棒乡（后改作芒棒乡）。1999年，畹町市下辖城关镇、混板乡、芒棒乡共一镇二乡，畹町市撤销后改设畹町经济开发区，仍辖一镇二乡。2005年12月乡镇机构改革，混板乡、芒棒乡并入城关镇，城关镇更名畹町镇，至此畹町开发区仅辖畹町一镇。2011年7月5日，畹町农场由云南农垦系统划归属地管理，畹町开发区下辖一镇一农场。2013年10月“瑞畹姐同城化”改革，畹町镇、畹町农场直属中共瑞丽市委、市政府领导。2016年，瑞丽市重新赋予畹町开发区对畹町镇、畹町农场的管理权限。
畹町镇下辖三个社区、三个村委会：建设路社区、民主街社区、和平街和国防街社区、芒棒村、混板村和新合村，共有15个居民小组、16个村民小组。畹町农场下辖一个社区——畹江社区。
1992年国务院批准成立畹町边境经济合作区，辖区面积5平方千米，位于混板乡（今混板村委会）境内。畹町市撤销后畹町边合区工管委并入畹町开发区工管委，畹町经济开发区加挂畹町边境经济合作区牌子，合作区现无特设机构，由开发区工管委正职兼任合作区工管委正职。
| 畹町下辖自然村 | 畹町下辖自然村 | 畹町下辖自然村                                                     | 畹町下辖自然村     |
| 汉名           | 傣名           | 词源释义                                                           | 主要民族           |
| -------------- | -------------- | ------------------------------------------------------------------ | ------------------ |
| 芒棒           | ᥛᥣᥢᥲ ᥙᥣᥒᥱ      | 坪子寨                                                             | 傣族、德昂族、汉族 |
| 回环           | ᥞᥨᥭᥲ ᥞᥩᥛᥲ      | 靛青山洼                                                           | 傣族、德昂族       |
| 弄弄           | ᥘᥩᥒᥴ ᥘᥨᥒᥴ      | 大水塘                                                             | 景颇族             |
| 回龙           | ᥞᥨᥭᥲ ᥘᥨᥒᥴ      | 大洼子                                                             | 汉族               |
| 团结           | 无             | 1952年城关镇居民新建村寨，取义人民团结                             | 汉族、傣族         |
| 芒另           | ᥛᥣᥢᥲ ᥘᥤᥛᥴ      | 安稳的寨子                                                         | 傣族               |
| 南帕冷         | ᥘᥛᥳ ᥚᥐᥴ ᥘᥪᥢᥰ   | 香菜塘                                                             | 汉族               |
| 广董           | ᥐᥩᥒᥰ ᥖᥨᥒᥳ      | 山坡低洼                                                           | 景颇族             |
| 混板           | ᥑᥧᥢᥴ ᥙᥢ        | 官家赐给（的寨子）                                                 | 傣族、汉族         |
| 华俄           | ᥑᥩᥐ ᥒᥨᥝᥰ       | 黄牛厩                                                             | 傣族、汉族         |
| 法坡           | ᥜᥣᥳ ᥚᥨᥝᥱ       | 直译“土司取名”，因建村时未取名，土司为收租时便于记账，特命名“法坡” | 傣族               |
| 和平           | 无             | 1952年城关镇居民新建村寨，取义祈望和平                             | 汉族               |
| 弄片           | ᥘᥩᥒᥴ ᥚᥦᥐᥱ      | 辣蓼草水塘                                                         | 傣族               |
| 芒满           | ᥛᥣᥢᥲ ᥛᥩᥢᥰ      | 富裕的寨子                                                         | 傣族               |
| 立新           | 无             | 1971年保山移民新建村寨，取“建立新村”之意                           | 汉族               |
| 索阳           | ᥔᥨᥙᥱ ᥕᥣᥒᥰ      | 鹭鸶嘴                                                             | 傣族               |

## 经济
2013年，畹町经济开发区实现生产总值43,272万元，其中第一产业10,515万元，第二产业9,428万元，第三产业23,329万元。

### 农业

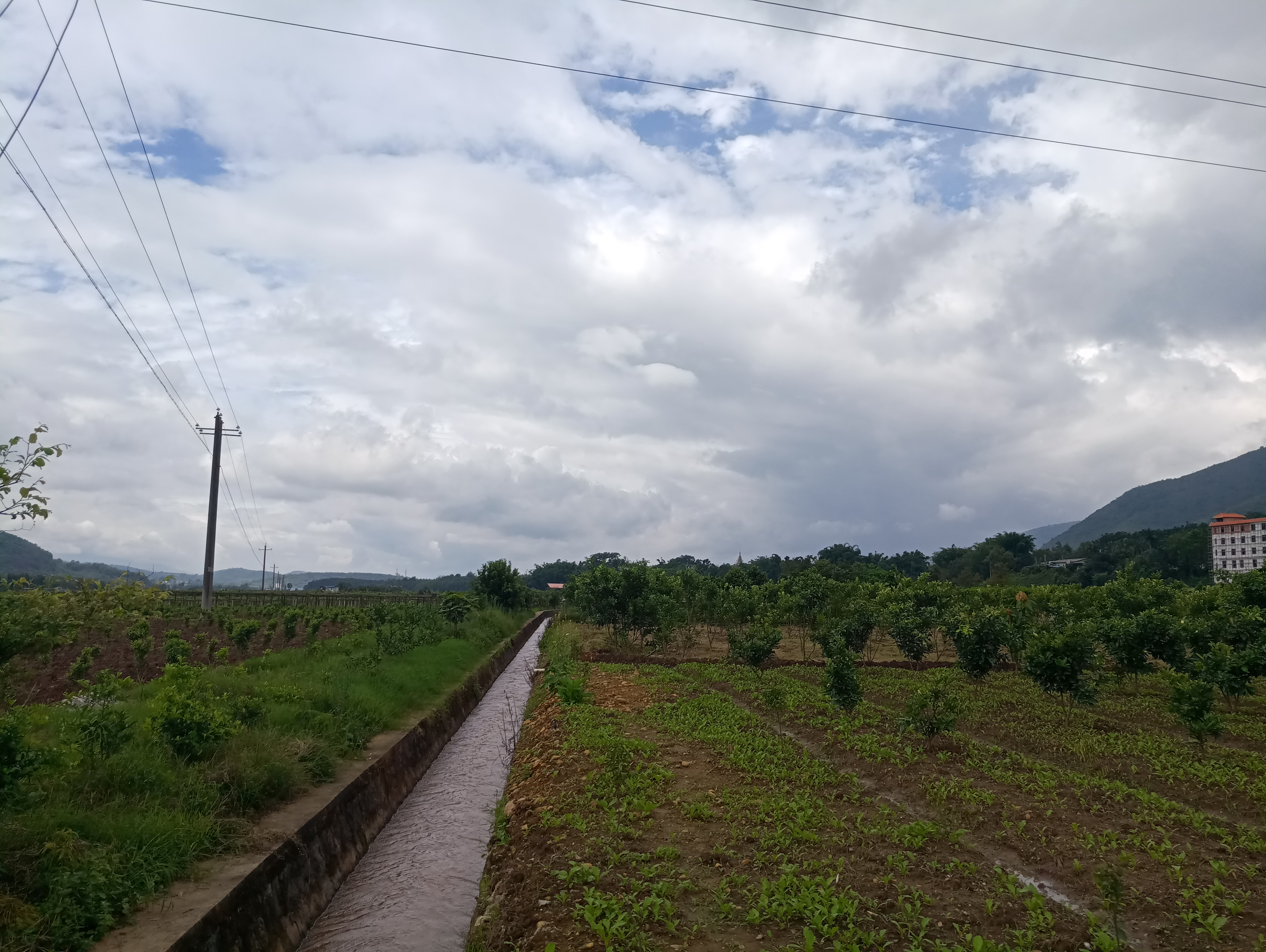
畹町镇混板村农田

1951年前畹町没有农业，由于历史原因中缅边贸骤减，1952年政府号召无事可做的搬运工开荒种地、生产自救，因畹町地域狭小总产量不高，1958年辖区扩大后得到发展。受地形限制，畹町耕地面积少，农业产业总体规模较小，2010年后畹町开始重点发展蔬菜产业。2017年，畹町镇实现农林牧渔生产总值17,325万元，有农业播种面积40,041亩，其中粮豆产业面积18,988亩，橡胶9,614亩，蔬菜5,573亩；畜牧业产值7,500.43万元，肉蛋奶产量3,728吨，生猪、家禽为主要牲畜，分别出栏23,474头、379,965羽。

### 工业

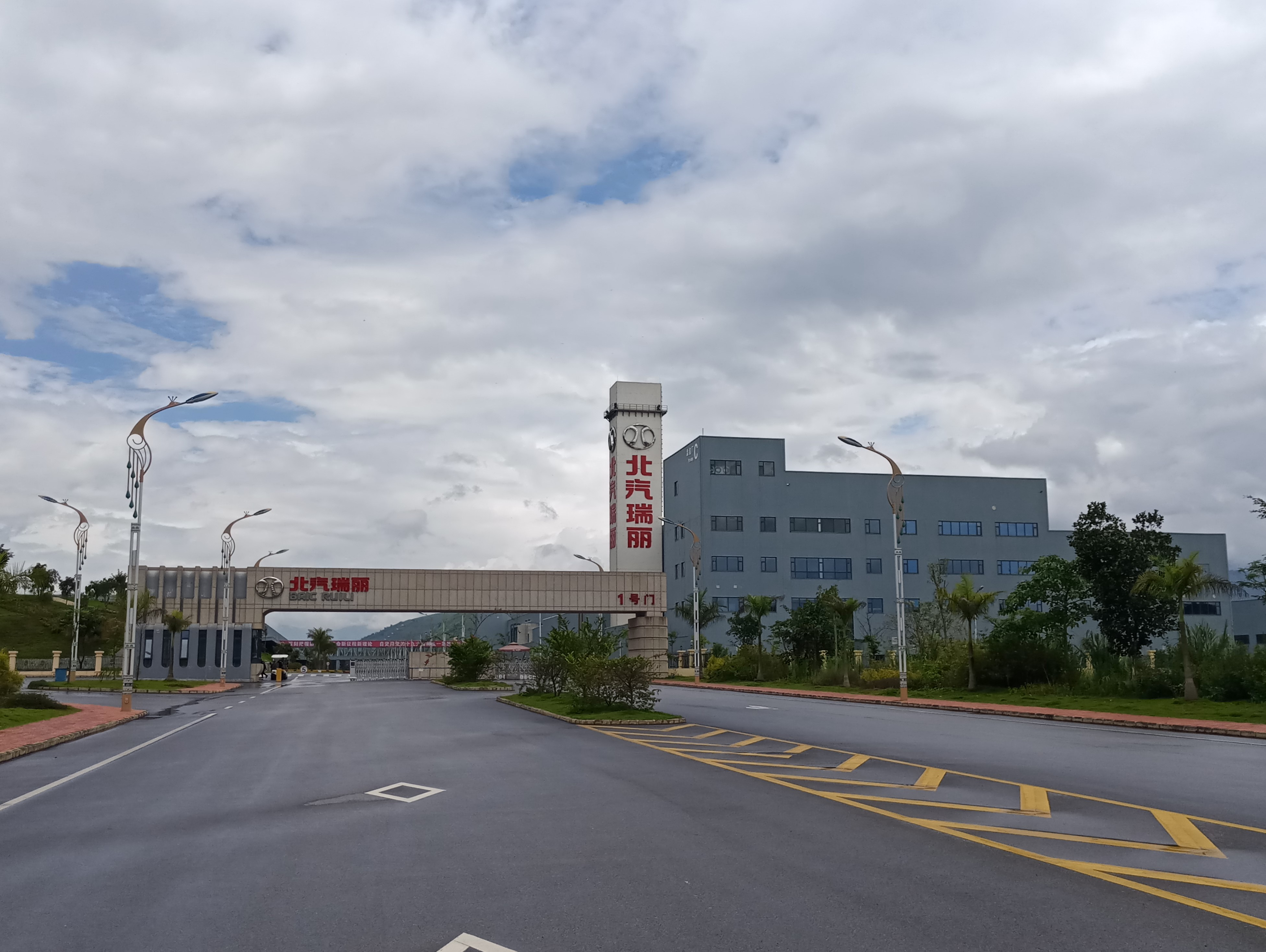
北汽瑞丽，位于畹町边境经济合作区内

1950年，畹町除了一家服务进出口交通运输的油库和少量汽车修理店铺外，没有其他工业。1956年后相继建起发电厂、农机修理厂等国营企业及缝纫、印刷、食品、竹藤编织等乡镇手工业，改革开放后又建起家具厂、茶厂、虫胶片厂、机砖厂等乡镇工业。2017年，畹町共实现工业总产值21,188万元，其中规模以上工业企业总产值18,272万元，境内最大工业企业为云南久丽康源石斛开发有限公司，产值占到当年畹町规模以上工业企业总产值的65.15%。
2013年，北汽集团、景成集团合资成立北汽瑞丽公司，落户畹町，北汽希望以缅甸为突破口打开东南亚市场。2013年12月25日，北汽瑞丽产业园于芒满奠基开建，项目一期投资10亿元，建设年产五万辆汽车的生产线，2015年7月26日生产下线了第一批SUV汽车。2016年售出1,041辆汽车，2017年向缅甸售出1,000台半挂车，但2018年未实现量产，当年已无车辆出产，2017年至2019年北汽瑞丽连续处于亏损状态。

### 对外贸易

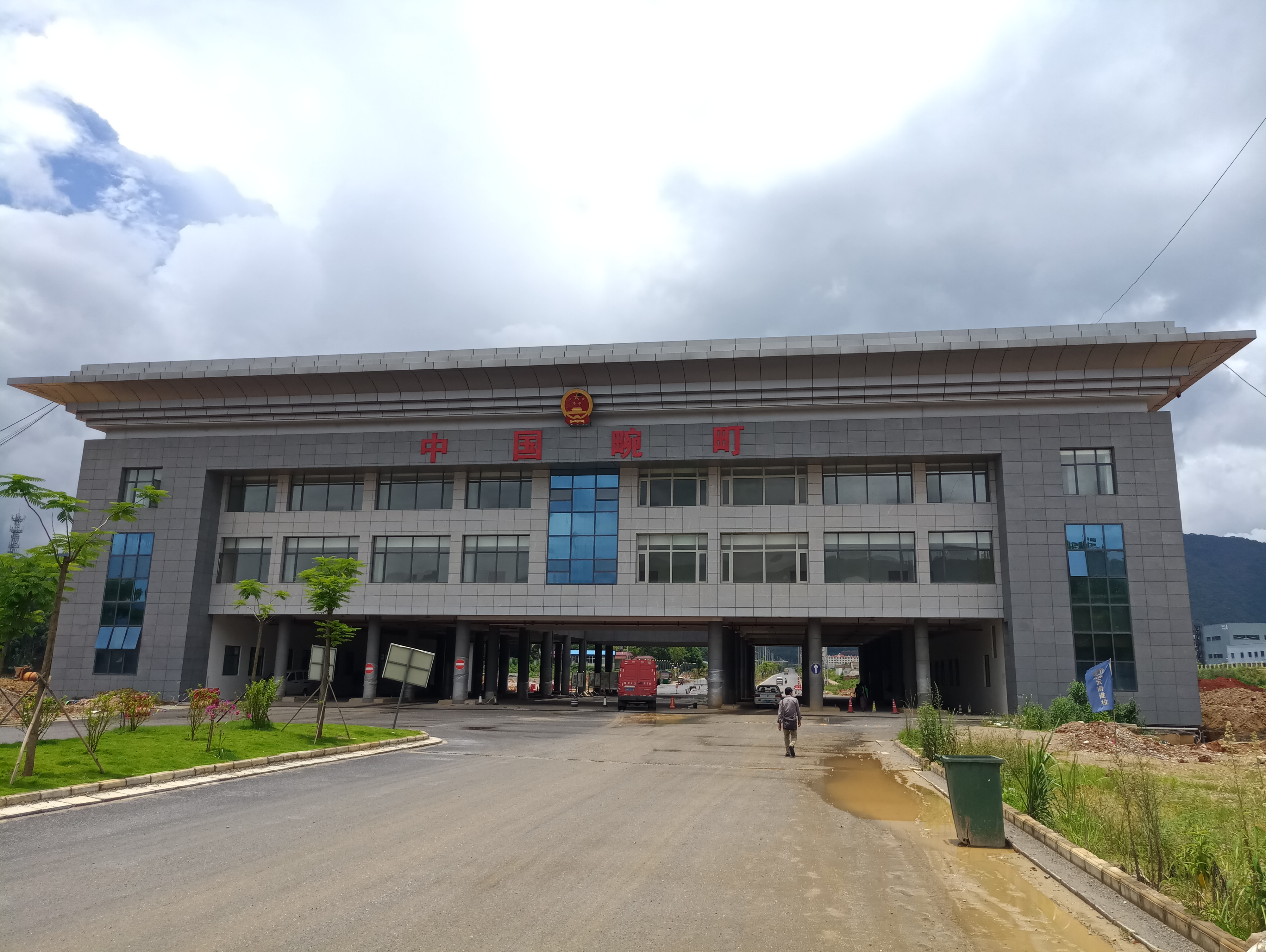
畹町口岸芒满通道

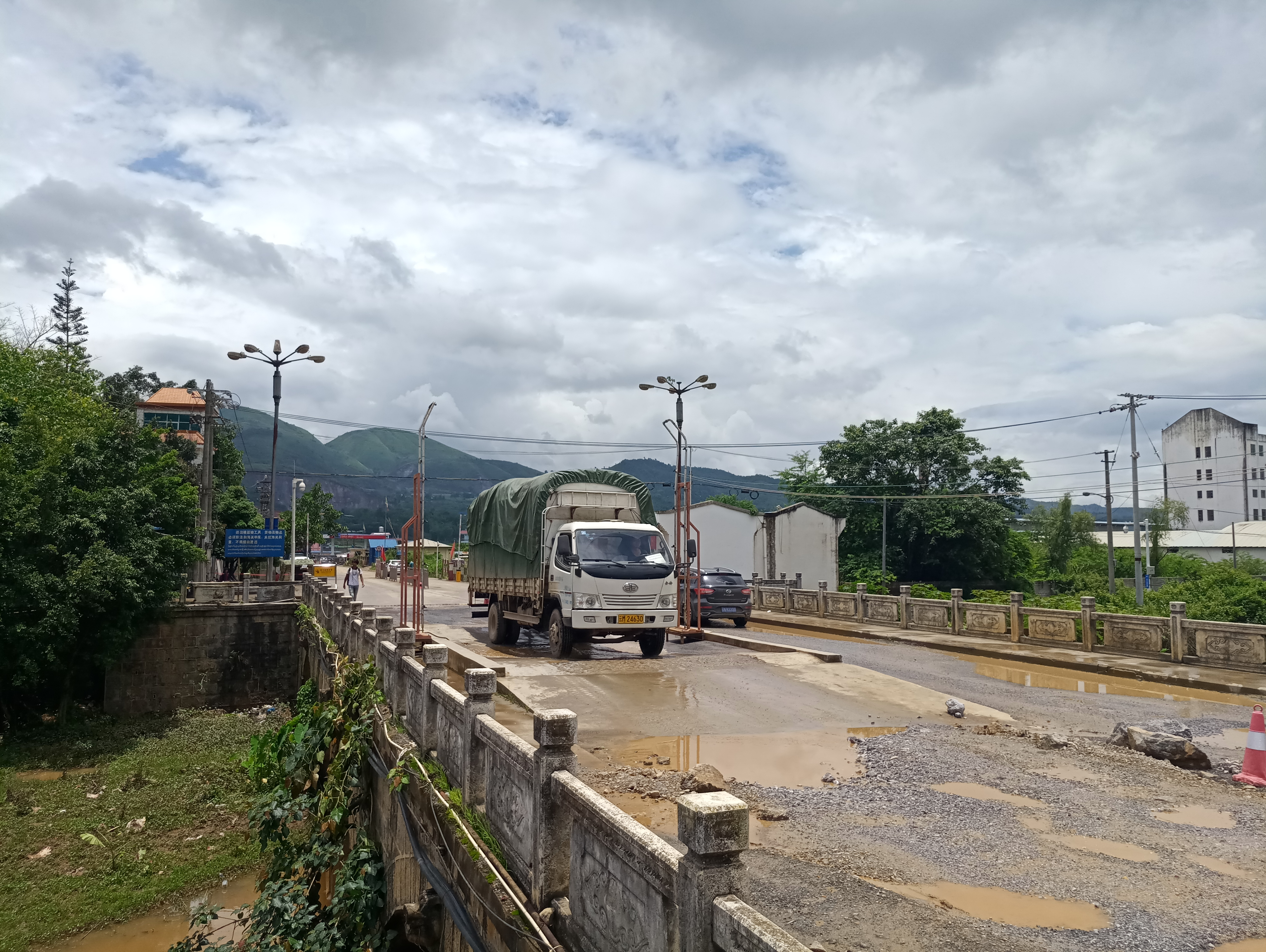
一辆卡车从芒满通道缅甸一侧驶来

#### 1950年－1978年
1950年4月畹町“和平解放”前夕，镇内有51家商号经营边贸，1953年到海关登记并获准经营边境小额贸易的私营商号有13户。1956年“公私合营”改造，取缔经营边贸的私商，改由国营公司经营，私营商户或改行务农，或并入合作商店，此后至1977年间再无私营商号。1951年1月中国进出口公司畹町分公司成立，专营对外贸易，当年进出口总值2,303.38万元人民币，此后逐年下降到1956年的134.39万元。1962年中国进出口公司畹町办事处（原分公司）撤销后改由畹町镇民贸公司（云南省贸易公司分支机构）兼营边境小额贸易。1962年，缅甸实行国有化政策，缅币发生信贷危机，畹町进出口总值下降到111.68万元，1965年国务院通知停止中缅边境贸易，仅存边民互市。同年，德宏州政府确定距离国境线20千米以内的10个集市为互市市场，包括畹町与混板，边民互市每人限购五元人民币。1966年“文化大革命”运动开始后，批判“自由市场”、割“资本主义尾巴”、搞“政治边防”，边民互市也受到限制，直到1974年复得有限度认可。

#### 1978年－1990年
1978年中共十一届三中全会召开，“改革开放”开始，1979年重开中缅边境小额贸易，畹町镇民贸公司设立了专营边贸的裕丰商号，当年进出口总值243.8万元。1980年，边民互市金额放宽至每人20元。1985年2月德宏州政府决定将全州开放为边境贸易区，4月又发出《向国内开放公告》，允许中国内地工商企业直接参与边境贸易，外商也被允许前往德宏州各地洽谈生意，不再受地域限制。同年，边民互市的上限增加到每人100元人民币，因管理松懈，实际远超此值。1985年，畹町增设13家商号，当年完成边境贸易3,090万元。
1988年缅甸开始经济改革，开放中缅边界，于8月5日与中华人民共和国签订《边境贸易协定》，此前中缅边境贸易一直被缅甸视作非法走私。1989年，畹町边贸商号增至55家，进出口总值2.2304亿元。

#### 1990年至今
20世纪90年代前，九谷的经济发展水平要好于中国边境地区，商贩经九谷向中国贩运自日本、泰国等地走私的机械制品、服装，90年代后由于中国经济发展，转而向缅甸出口机械与机电产品，从缅甸进口大宗木材、粮食与矿产，畹町地域狭小，商人改为选择交通更加便利、坝子面积更大的瑞丽作为边贸通道。1995年前，畹町是前往瑞丽的必经之路，但1995年320国道改扩建，升格二级路，终点由畹町延伸至瑞丽姐告，不再从畹町城区经过，而是从北部山区直通瑞丽，人流、物流、资金逐渐远离畹町。1993年后，中国中央政府为抑制全国性经济过热、投资增长过快的泡沫，提出“稳定经济增长，降低通货膨胀率”，于1996年1月3日颁布《关于边境贸易有关问题的通知》，对边境贸易进出口商品实行贸易管制并取消进口商品免税优惠政策。加上同一时期爆发的亚洲金融危机和中国大陆民间借贷危机，畹町边贸出现低迷萎缩的状态，资金与商业机构纷纷撤离。
1999年，畹町进出口总值3.9140亿元，此后逐年增长，2007年突破10亿元，达到12.1亿元。2017年，畹町完成进出口总额17.1820亿元，其中进口11.5545亿元，出口5.6275亿元，货运量1,421,473吨。主要进口商品为豆类、芝麻、玉米、棉麻、木材、水产、西瓜、酸角、食糖、中药材等，主要出口商品为化工产品（染料、烧碱、纯碱、电池材料等）、纺织品（棉纱、棉布、腈纶、生丝等）、农业机械、五金、百货、药品等。

## 人口民族
| 历史人口 | 历史人口 |
| 年份     | 总人口   |
| -------- | -------- |
| 1953     | 1,055    |
| 1964     | 4,133    |
| 1982     | 7,564    |
| 1990     | 10,810   |
| 2000     | 14,885   |
| 2010     | 13,906   |
| 参考：   |          |

20世纪20年代，今畹町城区仍是一片荒野，1928年芒畹公路通车后开始有住房人家。1938年滇缅公路通车，畹町成为中方一侧的终点站，人口骤然增多，1942年日军攻入前夕，畹町商贾与机关单位内撤，人口大减。1945年光复后人口逐渐恢复，至1950年时共有1,062人，其中云南籍669人，中国远征军流落官兵217人，其余为广东、四川、河南、湖南、江苏等省籍人士，几乎全部是汉族，傣族仅有45人。20世纪50、60年代，瑞丽县混板乡1,193人划归畹町，潞西县曼另等九个村寨672人划归畹町，1959年组建畹町农场又从昌宁县迁入557人，到1970年，畹町已有5,425人。
2017年统计，畹町经济开发区户籍人口共有15,105人，其中畹町镇籍13,405人、畹町农场籍1,700人，常住人口共有12,635人。畹町城镇户籍人口共有7,993人，城镇化率52.92%。另有流动人口约20,000人，外籍人口1,500余人。
畹町户籍人口中，汉族共有8,403人，占总人口的55.63%。少数民族以傣族为主，畹町镇籍傣族有4,494人，主要分布在混板行政村的混板寨、法坡寨、华俄寨、弄片寨、芒满寨、索阳寨以及芒棒行政村的芒棒寨、芒另寨、回环寨，混板傣族的生活习性与瑞丽傣族相同，芒棒傣族的生活习性与遮放傣族相同。其他少数民族还有景颇族、德昂族等，主要分布在芒棒行政村内。城镇人口以汉族为主，占城镇总人口约76%（2005年），其次为傣族12%（2005年）、景颇族3%（2005年）。

## 文化

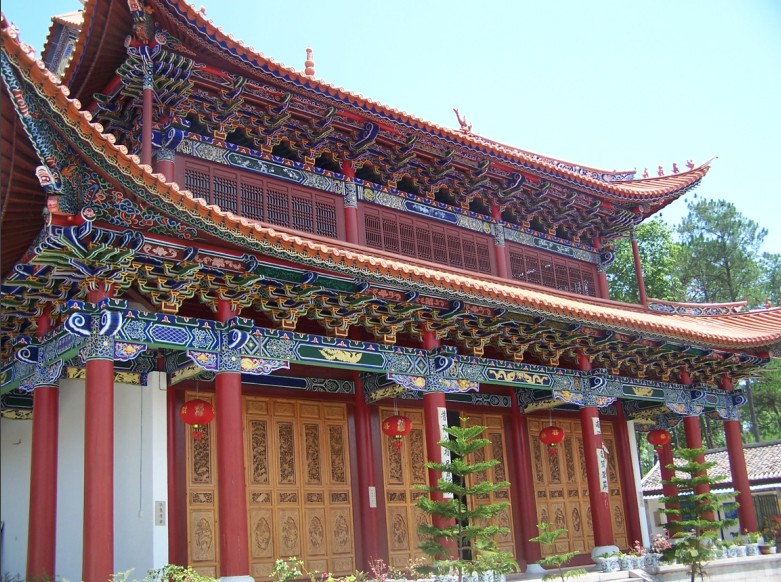
畹町万佛寺，1990年代新建的汉传佛教寺庙

畹町傣族使用傣那语，因长期与其他民族杂居，不少傣族居民能讲景颇语、德昂语甚至缅甸语，20世纪60年代后畹町傣族普遍会讲汉语。傣族村寨一般坐落于平坝近水之处，混板傣族多住竹楼，芒棒傣族多住平房，1983年后，随着经济发展，傣族村寨陆续建成土木、砖石及砖混结构的瓦顶或铁皮顶房屋。畹町傣族信奉上座部佛教，华俄村傣族多信奉左抵派，弄片村多信奉多列派，其余村寨主要信奉摆奘派。傣族村寨建有奘房作为宗教事务及村民活动场所，著名者有回环奘房，始建于1942年，2012年列入德宏州文物保护单位。傣族的主要节日有泼水节、关门节、开门节等。畹町景颇族主要为载瓦支系，也有少量景颇、浪速、茶山支系，使用载瓦语，主要节日为目瑙纵歌节，弄弄村建有目瑙纵歌场，景颇族多信奉原始信仰，部分信仰基督教。畹町汉族主要来自保山地区，风俗习惯与保山相同。
畹町境内共有12所登记在册的宗教场所，其中上座部佛教9所，有教职人员2人，信众4,373人，另有汉传佛教寺庙一所（万佛寺）、基督教堂二所（广董村基督教堂、弄弄村基督教堂）。

## 社会事业

### 教育

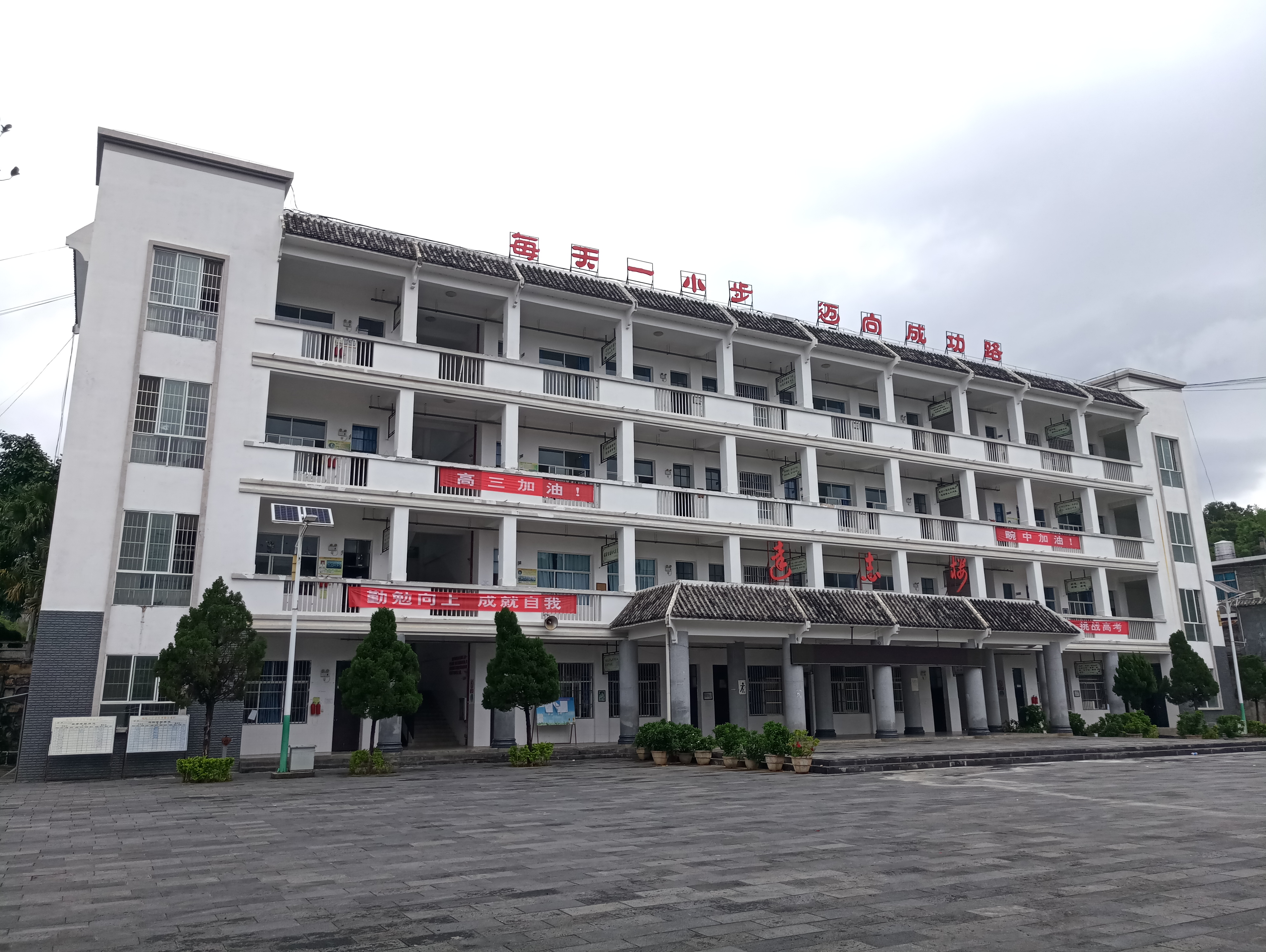
畹町中学远志楼

1946年，开办私立畹町保国民小学，1952年2月潞西县人民政府派员接收，改为公办小学，1958年畹町镇接办混板小学，1960年开办曼棒小学。1959年前畹町无中学，小学毕业生前往潞西中学就读，1960年开办畹町中学（初级），1961年停办，1969年在畹町小学内开设初中班，1971年正式分出成立畹町中学，1972年开设高中班。2017年，畹町共有一所完全中学、三所小学，中学在校生1,012人，小学在校生993人。2016年，云南民族大学与瑞丽市政府合作创办二级本科学院澜沧江——湄公河国际职业学院，选址于畹町经济开发区内，预计建设经济与管理学、旅游文化、电气工程、生物科技与食品加工、建筑工程五个院系，设计全日制在校生规模3000人，招收中、缅、老、泰、柬、越六国学生。2017年秋季完成招生开学，使用云南民大本部校舍办学，2017年12月17日畹町校区举行奠基开工仪式，原计划于2019年12月底建成并搬迁至畹町办学，然而截止2021年7月仍未建成。

### 医疗
1953年成立畹町交通检疫所，1954年改为畹町镇卫生院，1962年建立畹町镇人民医院，1985年改称畹町市人民医院，1997年评定为二级乙等医院，1999年畹町市撤销后改称瑞丽市第二人民医院，2008年又改称畹町经济开发区人民医院，2016年交由德宏州第二人民医院托管，更名德宏州第二人民医院畹町分院。截止2020年，畹町共有二所医院（畹町人民医院、畹町仁慈医院）、一所卫生院（芒棒卫生院）、二户诊所。

## 交通
| 畹町交通图 |
| ---------- |
|            |

1931年芒市土司与遮放土司建成芒市至畹町的公路，1938年成为滇缅公路的一部分，畹町镇的兴起直接得益于滇缅公路的通车。1947年，国民政府行政院颁布五交字第二七〇八六号行政院令，公布国道网计划，滇缅公路成为“基4”号国道（畹町－承德）的一部分。1950年后，滇缅公路中国境内路段改称昆畹公路，1990年按中华人民共和国交通部新颁布公路统一编号，改称国道“320线”，终点位于畹町桥。抗日战争时期，国民政府将中央杭州飞机制造厂搬迁至瑞丽雷允，于1941年建成畹町至雷允的公路，因年久失修1945年后停用，1956年畹町镇和瑞丽县政府修复畹町至瑞丽城区勐卯段，称畹瑞公路，1960年修成瑞丽江桥。1992年，320国道德宏州段全线改扩建，在畹町城区北部新建向西的公路，绕过畹町城区，直抵瑞丽江桥衔接既有畹瑞公路。1994年，云南省公路局正式批复，将320国道终点从畹町延长至瑞丽姐告中缅81号界碑。1997年7月30日，320国道德宏段改建完成，全线升格二级路，但因绕过畹町城区，外贸人流、物流、资金逐渐转向瑞丽，成为畹町衰落的原因之一。
畹町境内的主要公路还有芒棒公路，1986年通车，2010年升格为云南省道S237线（丙中洛－瑞丽公路），《云南省道网规划修编（2016—2030 年）》将S237线的起始点改为德钦县和镇康县勐堆乡，芒棒公路不再是省道。乡村公路方面，畹町全境乡村公路通达率100%，乡村公路、村内主干道实现100%硬化。
龙瑞高速公路是G56杭瑞高速公路的最后一段，也是亚洲公路14号线的一部分，在畹町设有一个出入口，芒市至畹町段于2015年5月30日通车，畹町至瑞丽段于2015年9月30日建成通车。
大瑞铁路保瑞段于2015年12月1日开工建设，预计于2023年12月30日全部建成并完成验收:35-36，畹町境内设有畹町站。瑞丽规划建设有轨电车线路，其中一号线起于姐相乡银井村一寨两国景区，经瑞丽主城区，终点设在畹町，预计于2023年12月31日前开工建设:63。
畹町客运站于2001年建成，开通有前往芒市、瑞丽、保山和昆明的客运班车。瑞丽公交的4路车起于瑞丽综合客运枢纽站，终点在畹町芒棒，承担城乡公交功能。

## 城镇建设

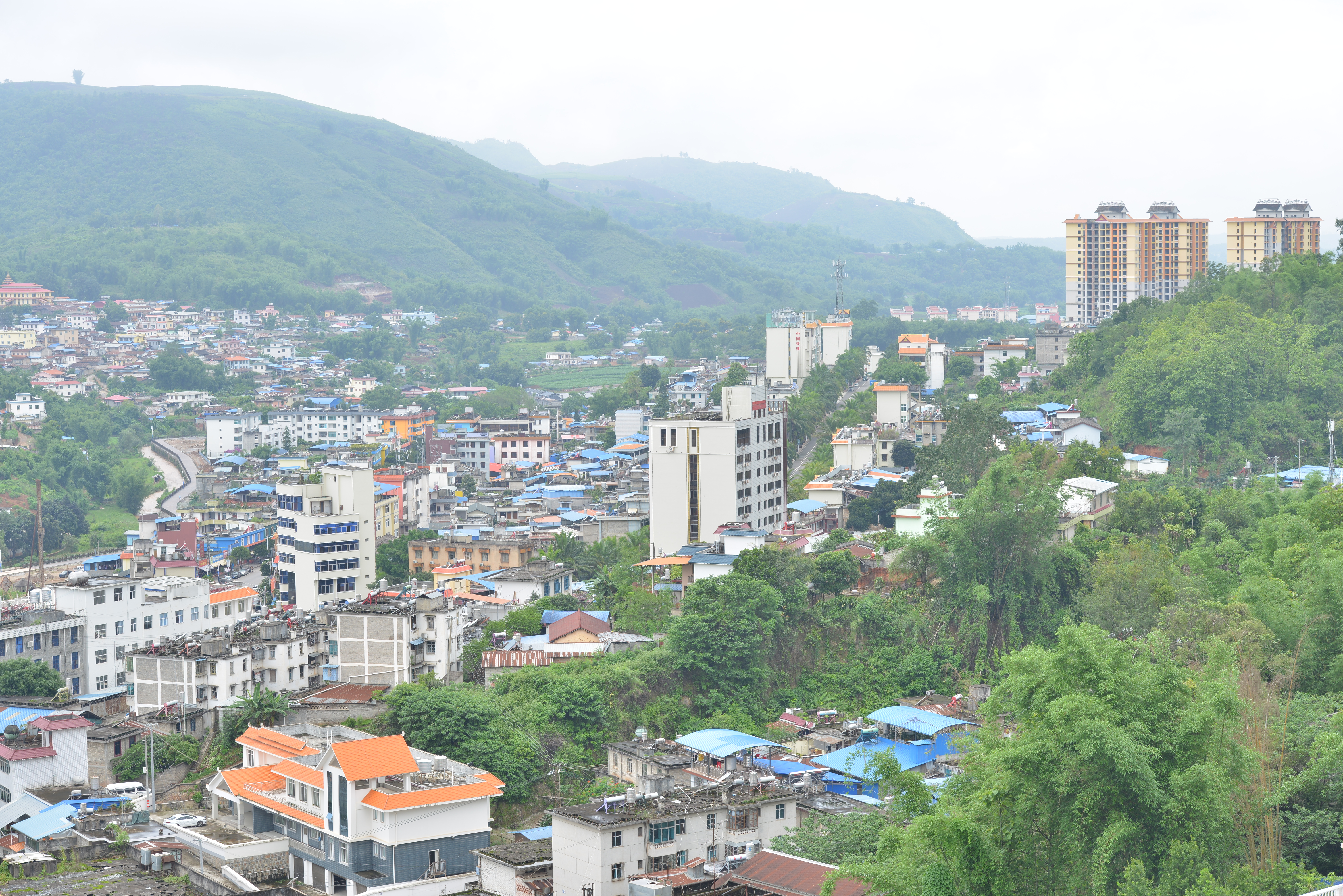
畹町城区，图左上河对岸为缅甸九谷

畹町镇依口岸而生，又在地形、边境线等制约下形成沿边境线分布的狭长型城市形态。截止2013年，畹町城区道路长约7.93千米，主要街道有三条：国防街、民主街、和平街。城内街道安装有504盏路灯，建有二座自来水厂和一座污水处理厂，城区排水沟总长7,541.4米，排入畹町河内。城区建有三座公园：街心花园、文化园、中缅界碑公园，民主街与迎宾路交汇处建有名镇广场。相较于瑞丽，畹町城区在1999年后扩张极为缓慢，2014年芒满通道对外开放后，随着产业园、仓储物流项目逐渐建设布局，畹町城区形成向芒满通道发展的“飞地”扩张特征。
2016年10月，中华人民共和国住房和城乡建设部公布第一批“中国特色小镇”，畹町镇入围。畹町特色小镇规划面积3.85平方公里，位于畹町边境经济合作区芒满通道，重点发展口岸商贸物流区，辐射建设边关文化风情旅游区和进出口生物产业园，已相继建成芒满货运通道查验货场、北汽瑞丽产业园、长合水果交易市场、水产品交易市场等项目。

## 旅游

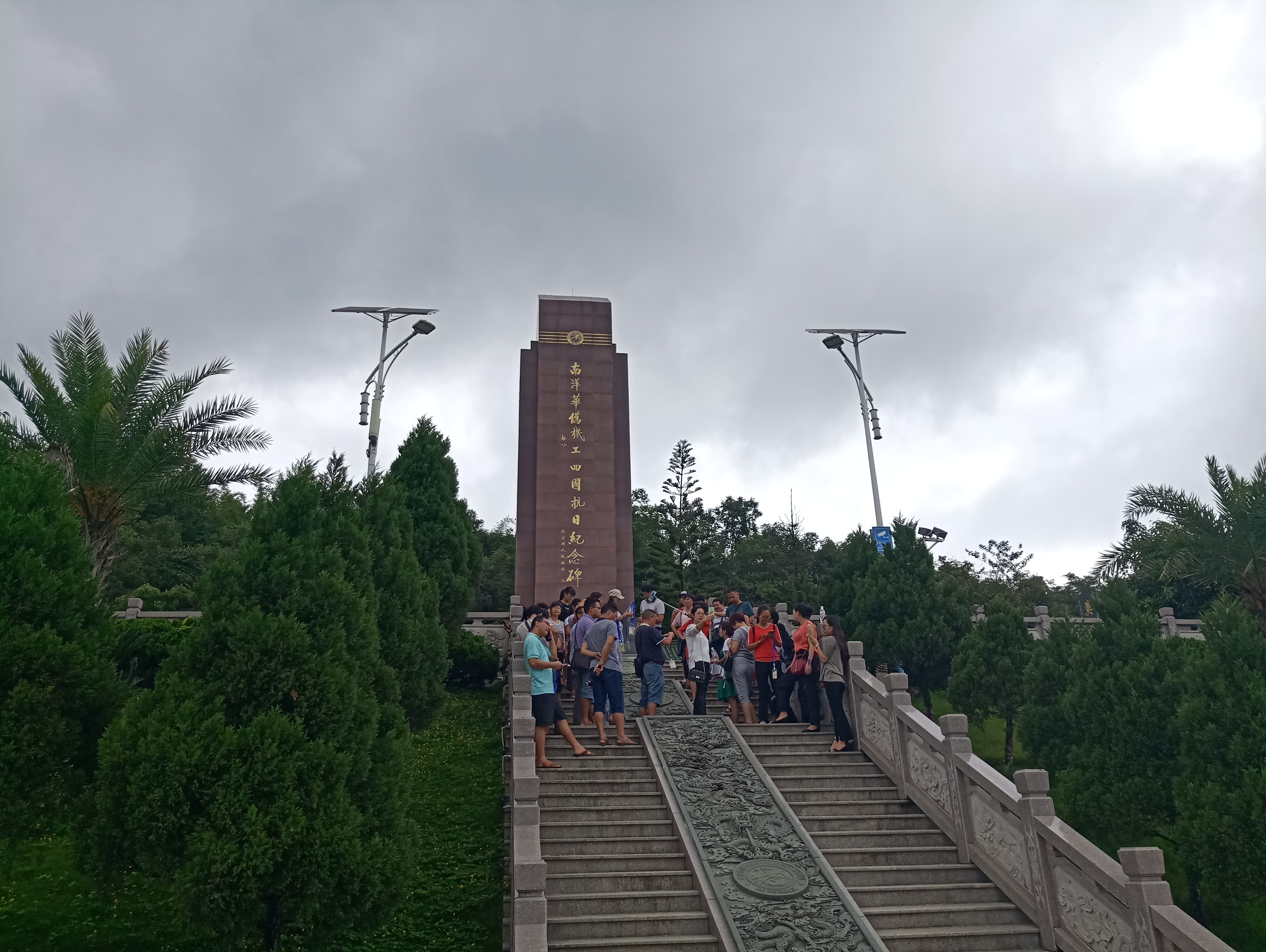
游客参观南洋华侨机工回国抗日纪念碑

2012年，畹町接待游客116,256人，实现旅游总收入10,062.57万元。畹町主要景点有畹町桥、南洋机工回国抗日纪念公园、畹町文化园、瑞丽江漂江游景区等。畹町桥是滇缅公路中国境内的终点，建于1938年，1945年被日军炸毁，同年中美联军重建贝雷式钢桁架桥，2018年列入第八批全国重点文物保护单位。2005年，德宏州人民政府为纪念南洋华侨机工，建成南洋华侨机工回国抗日纪念碑，高16米、宽3米，纪念碑下建有陈嘉庚雕像；2016年，南洋华侨机工回国抗日纪念馆落成，建筑面积5,442平方米，展出南侨机工修筑滇缅公路的场景及相关遗物，纪念馆与纪念碑共同组成纪念公园。畹町文化园于2009年由勐拱翡翠公司建设，包括民国中央银行畹町分行旧址、国际邮件互换站旧址、中缅友好纪念馆、中缅勘界纪念馆、翡翠文化园、珠宝博物馆、民族古兵器馆、木艺馆、民族风情街区等。

## 外事

中缅90（1）号界桩，位于畹町界碑公园

1894年，中英签订《续议滇缅界务、商务条款》，规定中缅边界在勐卯以东通向东南，直抵麻栗坝（果敢），畹町未在中缅边界上。1897年，中英签订《续议缅甸条约附款》，修改1894年确定的中缅边界，规定自南宛河与瑞丽江相会处起，中缅边界顺着兴威部落北界划定，向东经畹町等地至怒江，并明确畹町属于中国。1898年11月，清朝临元镇总兵刘万胜与英缅殖民地官员斯科特组成勘界委员会，对该段边界完成实地勘划，规定今畹町辖区的中缅边界以畹町河（时称南阳河）为界，并在沿岸垒石碓5处（47~51号）作为界桩标记。1960年，《中华人民共和国和缅甸联邦边界条约》签订，畹町段边界维持1897年条约之规定。中缅两国组成联合边界勘察队，1960年11月至1961年5月完成全段中缅边界划界、定桩，畹町段中缅边界长28.646公里，大致以畹町河为界，沿线立有7号（86~92号）共13棵界桩。
1951年1月22日，中华人民共和国公安部下发通知，宣布畹町为出入国境交通口岸。1952年8月17日，中央人民政府政务院批准畹町口岸为中华人民共和国首批对外开放口岸。1970年，缅甸共产党创建东北根据地，于3月28日占领畹町对岸的九谷，畹町与缅甸中央政府的交通中断。1987年1月16日，缅甸政府派精锐部队夺回九谷，为中缅交通扫清障碍。畹町边贸在20世纪90年代达到巅峰，随后逐渐衰落，不过畹町口岸流量仍处于中国大陆地区陆路口岸中游偏上。现今的畹町口岸在货运上扮演“仓库+中转站”的角色，客流上则扮演“出入口”的角色，缅甸居民从九谷进入畹町，随后前往瑞丽、姐告等地经营翡翠生意或务工。2018年，畹町口岸共完成进出口货运量22.24万吨，出入境人员104.72万人次，出入境交通工具174,379辆次。

## 脚注
1. ↑  牛汝辰（2016年），第387页
2. 1 2 3 4  德宏州志·综合卷（1994年），第220页
3. ↑  孟尊贤（2007年），第1444页
4. ↑  孟尊贤（2007年），第738页
5. 1 2  畹町市地名志（1986年），第7页
6. 1 2  胡蔷（1998年），第1页
7. ↑  兵政纪略 1986，金腾经略·覆查諮訪事宜行同知宋儒，第1547页："（遮放）一路由碗滇至猛卯"
8. 1 2  从征缅甸日记 1998，第782页："将军统兵万余人出宛顶，由木邦、锡箔、宋赛一路直取阿瓦城……"
9. ↑  光绪云南通志 1894，卷一百十五·武备志一之三·边防上·永昌府沿边图
10. ↑  光绪云南通志 1894，卷二十四·地理志三之十四·山川十四·永昌府下："椀顶河源出椀顶西（编者按：当为东）流至屯汉南入龙川江"
11. 1 2  王铁崖 1957，第一册，687页，《续议缅甸条约附款》："第三条 自南碗河、瑞丽江相会处，线顺今之新威部落北界，至萨尔温江（即潞江），将瑞丽江合流之处及万定、孟戈、孟戛等处将及全地，划归中国。"
12. 1 2  畹町市地名志（1986年），第8页
13. ↑  黄恒蛟（1995年），第97页
14. ↑  方正春 & 刘绍农（1998年），第7页
15. 1 2 3  潞西县志（1993年），第152页
16. ↑  潞西县志（1993年），第152-153页
17. ↑  黄恒蛟（1995年），第127页
18. ↑  黄恒蛟（1995年），第125-126页
19. 1 2  江云岷（2010年），第120页
20. 1 2  李志正（1983年），第218页
21. ↑  畹町市志（1995年），第5页
22. ↑  潞西县志（1993年），第25页
23. 1 2  江云岷（2010年），第121页
24. ↑  德宏州志·政治卷（2011年），第289页
25. 1 2  李志正（1983年），第219页
26. ↑  李志正（1983年），第220-222页
27. ↑  李志正（1983年），第222页
28. ↑  畹町市志（1995年），第6页
29. ↑  孙代兴 & 吴宝璋（1995年），第129页
30. 1 2  德宏州志·政治卷（2011年），第472页
31. 1 2 3  畹町市志（1995年），第7页
32. 1 2  孙代兴 & 吴宝璋（1995年），第206页
33. ↑  彭荆风（2005年），第7页
34. 1 2  朱宗儆 & 刘绍农（1998年），第17页
35. ↑  朱宗儆 & 刘绍农（1998年），第21页
36. 1 2 3  畹町市志（1995年），第8页
37. 1 2  畹町市志（1995年），第236页
38. 1 2 3 4  畹町市志（1995年），第235页
39. ↑  德宏州志·政治卷（2011年），第95页
40. ↑  畹町市志（1995年），第9页
41. ↑  畹町市志（1995年），第11页
42. 1 2  畹町市志（1995年），第24页
43. 1 2 3  德宏州志·综合卷（1994年），第221页
44. ↑  畹町市志（1995年），第13页
45. ↑  . 中华人民共和国国务院公报. 1985, (4): 95.
46. ↑  畹町市志（1995年），第240页
47. ↑  德宏年鉴（1994年），第52页
48. 1 2 3 4  李晨阳（2014年），第73页
49. ↑  王昆（2014年），第184页
50. 1 2 3 4 5 6  蓝玉芝; 杜军. . 德宏团结报. 2016-04-18  [2021-06-27]. （原始内容存档于2021-05-23）.
51. 1 2 3 4 5 6 7 8 9  畹町经济开发区志（2014年），第47页
52. 1 2 3  王昆（2014年），第185页
53. 1 2 3  畹町经济开发区志（2014年），第101页
54. 1 2 3 4 5  瑞丽年鉴（2018年），第98页
55. 1 2 3 4 5 6  瑞丽年鉴（2018年），第70页
56. 1 2 3 4  蓝玉芝. . 德宏团结报. 2016-04-04  [2021-07-17]. （原始内容存档于2021-07-17）.
57. 1 2 3 4 5 6  瑞丽年鉴（2018年），第50页
58. ↑  瑞丽年鉴（2018年），第97页
59. ↑  畹町市志（1995年），第30页
60. ↑  畹町市地名志（1986年），第9页
61. ↑  畹町市志（1995年），第34-35页
62. ↑  畹町经济开发区志（2014年），第66页
63. ↑  畹町经济开发区志（2014年），第72页
64. ↑  畹町经济开发区志（2014年），第69页
65. ↑  畹町市志（1995年），第36页
66. 1 2  . www.rl.gov.cn. 瑞丽市人民政府. 2021-01-30  [2021-06-27].[]
67. ↑  . www.rl.gov.cn. 瑞丽市人民政府. 2019-04-17  [2021-06-27].[]
68. ↑  瑞丽年鉴（2016年），第79页
69. ↑  瑞丽年鉴（2017年），第87页
70. ↑  瑞丽年鉴（2018年），第51页
71. ↑  瑞丽年鉴（2018年），第71页
72. ↑  瑞丽年鉴（2018年），第52-55页
73. ↑  瑞丽年鉴（2018年），第73-75页
74. 1 2  畹町经济开发区志（2014年），第53页
75. ↑  . 中华人民共和国国家统计局. 2023 （中文（中国大陆））.[]
76. ↑  中华人民共和国政区大典·云南省卷（2016年），第2578页
77. ↑  . 中华人民共和国国家统计局. 2020  [2021-07-04]. （原始内容存档于2021-05-23）.
78. ↑  . tzyn.csa-expo.com. 云南省商务厅. 2020-12-07  [2021-05-22]. （原始内容存档于2021-05-22）.
79. ↑  瑞丽年鉴（2018年），第59页
80. ↑  畹町市地名志（1986年），第19-26页
81. ↑  畹町经济开发区志（2014年），第83页
82. ↑  畹町市志（1995年），第87页
83. ↑  张磊，柴霞 & 段建全（2012年），第372页
84. 1 2  瑞丽年鉴（2018年），第73页
85. 1 2  德宏州志·综合卷（1994年），第222页
86. ↑  瑞丽年鉴（2018年），第53页
87. ↑  . 第一财经日报. 2017-04-16  [2021-06-29]. （原始内容存档于2021-06-29）.
88. ↑  . 新华网. 2017-03-17  [2021-06-29]. （原始内容存档于2022-01-15）.
89. ↑  王磊. . 德宏团结报. 2015-06-08  [2021-06-29]. （原始内容存档于2021-06-29）.
90. ↑  杜军. . 德宏团结报. 2015-07-28  [2021-06-29]. （原始内容存档于2021-07-04）.
91. ↑  . 德宏团结报. 2017-09-18  [2021-06-29]. （原始内容存档于2021-06-29）.
92. ↑  杨雪梅. . 德宏团结报. 2017-03-17  [2021-06-29]. （原始内容存档于2021-07-04）.
93. ↑  . 云南经济网. 2018-09-04  [2021-06-29]. （原始内容存档于2021-04-09）.
94. ↑  . 瑞丽市统计局. 2019-06-03  [2021-06-29]. （原始内容存档于2021-01-08）.
95. ↑  蘧毛毛. . 每日经济新闻. 2020-03-17  [2021-06-29]. （原始内容存档于2021-04-09）.
96. 1 2 3 4 5 6 7  林锡星（1997年），第45页
97. 1 2 3 4  畹町市志（1995年），第49页
98. ↑  畹町市志（1995年），第47页
99. ↑  德宏州志·经济卷（1997年），第201页
100. ↑  畹町市志（1995年），第52页
101. 1 2  畹町市志（1995年），第48页
102. 1 2  德宏州志·经济卷（1997年），第205页
103. ↑  畹町市志（1995年），第50页
104. 1 2 3  林锡星（1997年），第40页
105. ↑  畹町经济开发区志（2014年），第102页
106. ↑  瑞丽年鉴（2018年），第52页
107. ↑  畹町经济开发区志（2014年），第104-105页
108. ↑  畹町市志（1995年），第207-208页
109. ↑  云南省1990年人口普查资料，第8页
110. ↑  中国2000年人口普查分乡、镇、街道资料
111. ↑  中国2010年人口普查分乡、镇、街道资料，第807页
112. 1 2 3 4  畹町市志（1995年），第207页
113. ↑  . 瑞丽市畹町经济开发区. 2019-12-30  [2021-06-30]. （原始内容存档于2020-08-21）.
114. ↑  谢静，魏靖 & 田静（2019年），第149页
115. ↑  瑞丽年鉴（2018年），第70,98页
116. 1 2  畹町市志（1995年），第210页
117. ↑  畹町经济开发区志（2014年），第150页
118. 1 2  畹町市志（1995年），第198页
119. ↑  畹町市志（1995年），第196-197页
120. ↑  畹町市志（1995年），第197页
121. ↑  杨常锁（2015年），第131页
122. ↑  Google Inc.  (地图). Google Inc. 2021-07-01  [2021-07-01].
123. ↑  畹町市志（1995年），第198-200页
124. ↑  畹町市志（1995年），第202页
125. ↑  畹町经济开发区志（2014年），第328,202页
126. ↑  畹町市志（1995年），第321页
127. ↑  畹町市志（1995年），第325页
128. ↑  瑞丽年鉴（2018年），第74页
129. ↑  陈静. . 中国新闻网. 2017-04-07  [2021-07-01]. （原始内容存档于2017-04-07）.
130. ↑  杜军. . 德宏团结报. 2018-10-19  [2021-07-01]. （原始内容存档于2021-07-04）.
131. ↑  畹町市志（1995年），第340页
132. ↑  畹町经济开发区志（2014年），第271页
133. ↑  刘芬. . 德宏团结报. 2016-10-21  [2021-07-01]. （原始内容存档于2021-07-04）.
134. ↑  畹町经济开发区志（2014年），第272页
135. ↑  . 瑞丽市卫生健康局. 2020-04-27  [2021-07-01].[]
136. ↑  . 1947-07-10  [2021-07-04]. （原始内容存档于2021-07-04）.
137. 1 2  德宏傣族景颇族自治州公路管理志（2000年），第59页
138. 1 2  畹町市志（1995年），第136页
139. ↑  德宏傣族景颇族自治州公路管理志（2000年），第68页
140. ↑  德宏州交通志（1999年），第44页
141. ↑  畹町经济开发区志（2014年），第161页
142. ↑  顾绍蓉. . 云南省交通运输厅. 2020-01-10  [2021-07-02]. （原始内容存档于2021-07-04）.
143. 1 2  中华人民共和国政区大典·云南省卷（2016年），第2579页
144. ↑  杨浩荣; 崔汶. . 中国新闻网. 2015-05-30  [2021-07-02]. （原始内容存档于2021-06-28）.
145. ↑  樊琳. . 德宏团结报. 2015-09-14  [2021-07-02]. （原始内容存档于2021-05-24）.
146. ↑  王艳龙. . 中国新闻网. 2015-12-02  [2020-04-11]. （原始内容存档于2020-12-18）.
147. 1 2  云南省基础设施“双十”重大工程综合协调服务推进办公室. . 云南省发展和改革委员会. 2020-06-05.
148. ↑  文东 & 周静（2020年），第30页
149. ↑  蓝玉芝. . 德宏团结报. 2016-07-18  [2021-07-02]. （原始内容存档于2021-07-04）.
150. ↑  畹町经济开发区志（2014年），第162页
151. ↑  . www.ynjtt.com. 云南省交通运输厅. 2017-10-30  [2020-07-31]. （原始内容存档于2021-01-08）.
152. 1 2  苗毅等（2021年），第1726页
153. ↑  畹町经济开发区志（2014年），第165页
154. ↑  畹町市志（1995年），第145页
155. 1 2 3  畹町经济开发区志（2014年），第166页
156. ↑  苗毅等（2021年），第1722页
157. ↑  . 中国新闻网. 2016-10-14  [2021-07-03]. （原始内容存档于2020-08-04）.
158. ↑  杨雪梅. . 云南网-德宏团结报. 2021-06-15  [2021-07-03]. （原始内容存档于2021-07-04）.
159. ↑  王筱筱; 宋盛安. . 环球游报. 2018-01-26  [2021-07-03]. （原始内容存档于2021-07-04）.
160. ↑  畹町经济开发区志（2014年），第117页
161. 1 2 3  畹町经济开发区志（2014年），第119页
162. ↑  杨常锁（2014年），第124页
163. ↑  陈子鸥. . 德宏团结报. 2019-10-19  [2021-07-03]. （原始内容存档于2021-07-04）.
164. ↑  德宏年鉴（2017年），第83页
165. ↑  王铁崖 1957，第一册，576页，《续议滇缅界务、商务条款》："第三条 一、第三段之边界，自瑞丽江与孟卯相对东边合流相近之处起，照天然界限及本地情形，东南向麻栗坝而行……"
166. ↑  朱昭华（2007年），第106页
167. 1 2  畹町市志（1995年），第397页
168. ↑  中国口岸年鉴（2019年），第586页
169. ↑  苗毅等（2021年），第1718页
170. ↑  中国口岸年鉴（2019年），第596页